# Museo etnografico di Kruja
Il Museo etnografico di Kruja (in albanese Muzeu Etnografik në Krujë) si trova all'interno della fortezza di Kruja (Prefettura di Durazzo) in Albania. È stato inaugurato il 20 novembre 1989.
Il museo si trova all'interno della residenza della famiglia Toptan, un edificio residenziale in stile ottomano costruito nel 1764 classificato come monumento culturale di prima categoria. L'edificio è situato all'interno del cortile fortificato del castello.
La collezione, distribuita nelle 15 stanze della casa e negli ambienti esterni, offre un quadro completo dei mestieri praticati a Kruja e in tutta l'Albania, così come dello stile di vita risalente a 300 anni fa. La maggior parte degli oggetti esposti nel museo sono originali e completamente funzionanti e hanno un'età compresa tra i 60-70 e i 500 anni.

## Galleria d'immagini

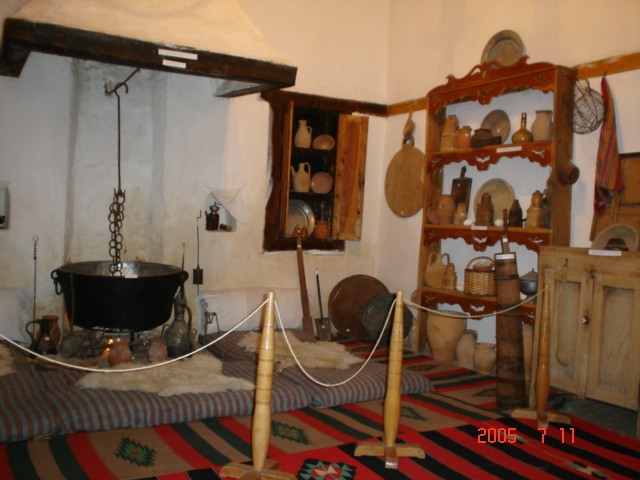
Cucina
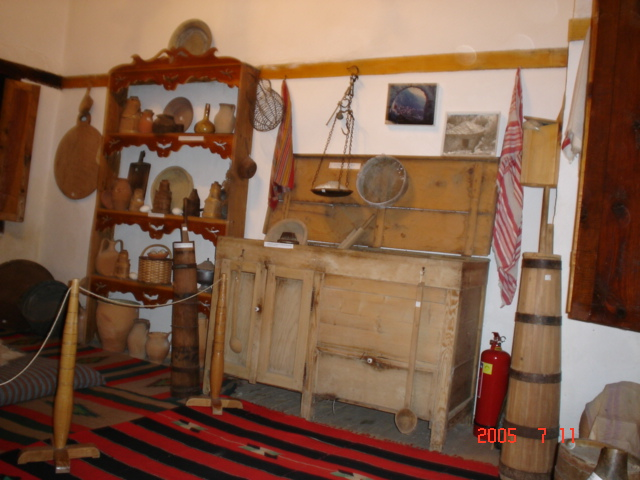
Cucina
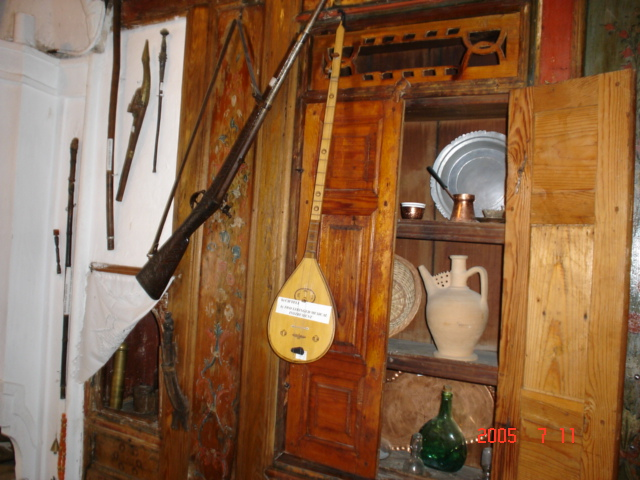
Stanza degli uomini
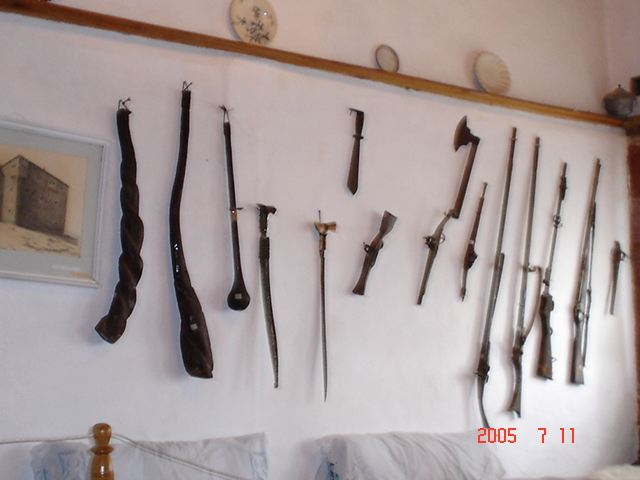
Stanza degli uomini
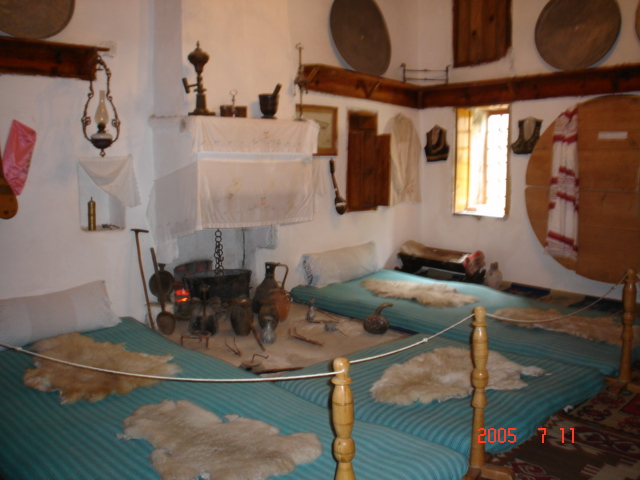
La stanza delle donne
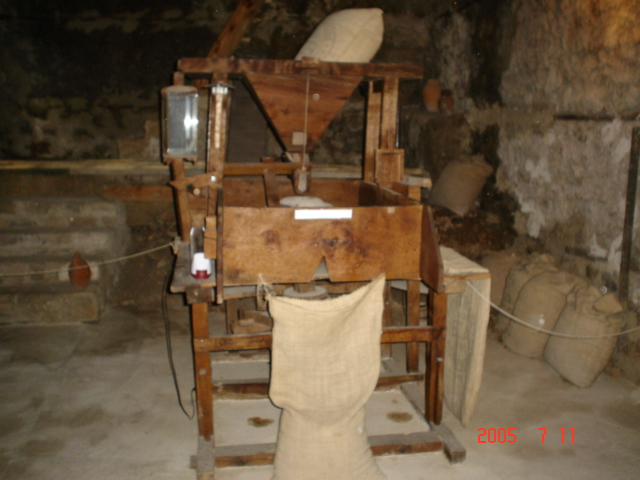
Fresatura
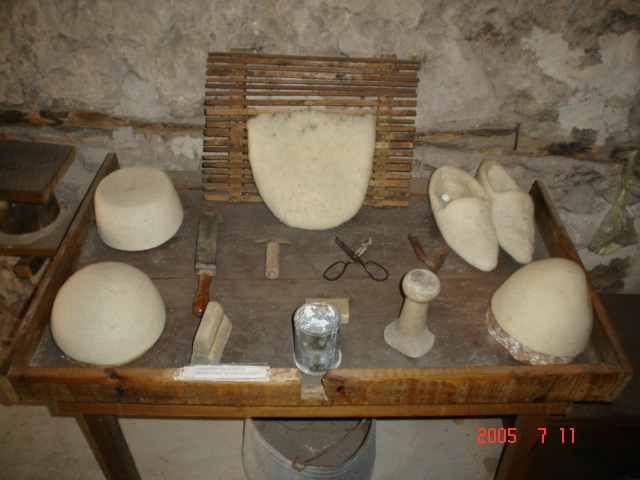
Fez